# Стив Мартини
Стив Мартини (на английски: Steve Martini) е американски писател на бестселъри в жанра съдебен трилър.

## Биография и творчество
Стивън Пол Мартини е роден на 28 февруари 1946 г. в Сан Франциско, Калифорния, САЩ. Той е част от голямо италиано-американска фамилия, която достига до четири поколения. През 1956 г. семейството му се премества в Лос Анджелис. Баща му Ърнест е собственик на ранчо, а майка му Рита е домакиня, а по-късни години работи в местната библиотека в Сан Габриел, Калифорния.
Стивън учи в гимназията в Сан Габриел и колежа в Пасадена, а после се прехвърля в Калифорнийския университет в Санта Круз, където се дипломира през 1968 г. със специалност управление в областта на политическите науки.
Започва да работи като репортер за „Los Angeles Daily Journal“ по водещите съдебни дела. През 1970 г. става първият кореспондент на вестника в Капитолия в Сакраменто и по-късно главен редактор на бюрото там. Едновременно с работата си учи право във вечерен курс към Университета „Макджордж“. Завършва през 1974 г. с диплома по право и през януари 1975 г. е приет в адвокатската колегия.
Мартини напуска журналистическата си кариера и става адвокат на частна практика. През 1980 г. започва да работи за различни публични агенции към щатските и федерални съдилища – щатски прокурор, специален съветник на жертвите на тежки престъпления, заместник-директор на Държавната служба за административните изслушвания, законодателен представител за Калифорния по въпросите на потребителите, и др.
В средата на 80-те години, натрупал значителна съдебна практика, започва да пише романи. Първият му роман „The Simeon Chamber“ е публикуван през 1988 г.
През 1992 г. излиза първият му трилър „Compelling Evidence“ от неговата популярна поредица „Пол Мадриани“. Той става бестселър и спечелва читателите и критиката. В поредицата главен герой е адвокатът от Сан Диего Пол Мадриани, който решава всякакви заплетени случаи в защита на своите клиенти.
През 1997 г. излиза самостоятелния му съдебен трилър „Класацията“, а през 1998 г. „Critical Mass“, в който Мартини разглежда въпросите на тероризма и заплахата от оръжия за масово унищожение две години преди събитията от 9/11. Това е тема, към която Мартини ще се върне в по-късни години в серията „Пол Мадриани“.
По романите на Мартини са направени два телевизионни филма през 1996 и 2001 г.
Стив Мартини е бил женен за Уанда Лия Мартини. Те имат една дъщеря.
Стив Мартини живее в Белингам, Вашингтон, но прекарва голяма част от времето си в Латинска Америка и Югоизточна Азия, където той пише, пътува и придобива научни изследвания и впечатления за бъдещите си творби.

## Произведения

### Самостоятелни романи
- The Simeon Chamber (1988)
- Класацията, The List (1997)
- Critical Mass (1998)

### Серия „Пол Мадриани“ (Paul Madriani)
1. Compelling Evidence (1992)
2. Най-важният свидетел, Prime Witness (1993)
3. Undue Influence (1994)
4. Съдията, The Judge (1995)
5. Адвокатът, The Attorney (2000)
6. Стъпки в мрака, The Jury (2001)
7. Отмъщението, The Arraignment (2003)
8. Двоен изстрел, Double Tap (2005)
9. Shadow of Power (2008)
10. Guardian of Lies (2009)
11. Скрита власт, The Rule of Nine (2010)
12. Trader of Secrets (2011)

### Филмография
- 1996 Undue Influence – ТВ филм, по романа
- 2001 The Judge – ТВ филм, по романа, продуцент
- 2012 Haight Ashbury: The Beat of a Generation – документален